# ОК Будванска ривијера
Одбојкашки клуб Будванска Ривијера, бивши је црногорски професионални клуб из Будве. Основан је 1978. а угашен 2017, док је, након годину паузе, крајем 2018. основан ОК Будва. Будванска ривијера је рекордер, са освојених седам титула првака Црне Горе и седам титула у Купу.

## Историја клуба
Клуб је основан под именом Авала 1978. године. Првих година такмичио се у Црногорској лиги до сезоне 1981/82. када се освајањем првог места пласирао у Другу савезну лигу — Исток. Укоро испада из лиге али се у сезони 1987/88. поново пласирају у Другу савезну лигу. Од тада почиње њен успон.
У сезони 1991/92 као трећепласирани игали су плеј оф за пласман у Прву лигу СР Југославије. На пле оф турниру одбојкаши Авале улазе самоуверено и на крају турнира освајају друго место. Тада на сцену ступа срећа. Другопласирана екипа Друге лиге „Југославија“ се распада и њено место заузима Авала.
Распадом земље, одбојкашко такмичење се реорганизује и Авала игра у Првој Б лиги СР Југославије. У сезони 1997/98. после 21 године постојања клуба Авала мења име у Будванска Ривијера по спонзору клуба. Клуб се појачава, добија новог тренера, а долазе и нови играчи. Те сезоне У Првој Б лиги осваја прво место са са импресивним резултатом: од 14 утакмица свих 14 победа са само два изгубљена сета. Од тада је члан најелитнијег такмичења у СР Југославије, Србије и Црне Горе, а од 2006 Црне Горе. У сезони 2008/09. осваја први пут постаје првак Црне Горе, а следеће 2009/10. сезоне поред друге титуле првака државе, осваја по први пут и Куп Црне Горе.
ОК "Будванска ривијера" је учесник ЦЕВ Лиге шампиона сезоне 2013/14. као и 2014/15.Сезоне 2013/14. пласирали су се у топ 12 а поражени су од освајача лиге шамиона те сезоне екипе "Белгород" са резултатом 2:3 (25:15;24:26;15:25;25:19;10:15)

## Успеси
| Такмичење                         | Такмичење                         | Број                              | Година                                                                 |                                   |                                   |
| Национално првенство - 9 (Рекорд) | Национално првенство - 9 (Рекорд) | Национално првенство - 9 (Рекорд) | Национално првенство - 9 (Рекорд)                                      | Национално првенство - 9 (Рекорд) | Национално првенство - 9 (Рекорд) |
| --------------------------------- | --------------------------------- | --------------------------------- | ---------------------------------------------------------------------- | --------------------------------- | --------------------------------- |
| Прва лига СРЈ / СЦГ               | Првак                             | 1                                 | 2000/01.                                                               |                                   |                                   |
| Прва лига СРЈ / СЦГ               | Други                             | 2                                 | 2002/03, 2003/04.                                                      |                                   |                                   |
| Првенство Црне Горе               | Првак                             | 8                                 | 2008/09, 2009/10, 2010/11, 2011/12, 2012/13, 2013/14, 2014/15, 2015/16 |                                   |                                   |
| Првенство Црне Горе               | Други                             | 3                                 | 2006/07, 2007/08, 2016/17.                                             |                                   |                                   |
| Национални куп - 9 (Рекорд)       |                                   |                                   |                                                                        |                                   |                                   |
| Куп СРЈ / Куп СЦГ                 | Освајач купа                      | 2                                 | 2000/01, 2001/02.                                                      |                                   |                                   |
| Куп СРЈ / Куп СЦГ                 | Финалиста                         | 1                                 | 2004/05.                                                               |                                   |                                   |
| Куп Црне Горе                     | Освајач купа                      | 7                                 | 2010, 2011, 2012, 2013, 2014, 2015, 2016.                              |                                   |                                   |
| Куп Црне Горе                     | Финалиста                         | 4                                 | 2007, 2008, 2009, 2017.                                                |                                   |                                   |
| Континентална такмичења           |                                   |                                   |                                                                        |                                   |                                   |
| ЦЕВ Куп                           | Освајач купа                      | 0                                 | /                                                                      |                                   |                                   |
| ЦЕВ Куп                           | Финалиста                         | 0                                 | /                                                                      |                                   |                                   |
| ЦЕВ Куп                           | Полуфинале                        | 1                                 | 2007/08.                                                               |                                   |                                   |